# .name
De domeinnaam .name is een generiek topleveldomein (gTLD) in het Domain Name System op het internet. Het is bedoeld voor gebruik door particulieren voor de vertegenwoordiging van persoonsnamen, bijnamen, pseudoniemen of andere identificatie.
Het topleveldomein werd toegekend aan Global Name Registry Ltd. in 2001, en volledig operationeel in januari 2002. Het wordt sinds februari 2009 beheerd door VeriSign, dat ’Global Name Registry Ltd. overnam in het najaar van 2008.

## Geschiedenis
Het topleveldomein .name werd in 2001 in eerste instantie toegewezen aan Global Name Registry. Het is sinds januari 2002 volledig operationeel. Sinds februari 2009 is Verisign de registry-operator van .name.
Domeinen kunnen zowel op het tweede niveau (jan.name) als op het derde niveau (jan.jansen.name) worden geregistreerd. Verder kunnen e-mailadressen worden geregistreerd in de vorm jan@jansen.name. Afhankelijk van de registrator wordt een dergelijk e-mailadres behandeld als een doorstuuraccount, waarbij een ander e-mailadres het eigenlijke ontvangersadres is, of als een conventioneel e-mailadres (vergelijkbaar met jan@jansen.com).
Wanneer een domein op het derde niveau wordt geregistreerd (jan.jansen.name), is het tweede niveau (jansen.name) een gedeeld domein dat niet door één persoon geregistreerd kan worden. Andere domeinen op het tweede niveau, zoals janjansen.name, staan hier los van.
Toen het topleveldomein .name werd geïntroduceerd, waren alleen registraties op het derde niveau (en alleen doorstuuradressen) beschikbaar. Vanaf januari 2004 kunnen ook domeinen op het tweede niveau worden geregistreerd. Oorspronkelijk was .name bedoeld voor domeinen in de vorm voornaam.achternaam.name, zodat mensen een domein kunnen registreren dat overeenkomt met hun voor- en achternaam.
Sinds november 2009 zijn ook geïnternationaliseerde domeinnamen (IDN's) beschikbaar, zowel op het tweede als op het derde niveau. IDN's zijn domeinen die door gebruikersapplicaties kunnen worden weergegeven in de speciale tekenset van andere talen dan het Engels, zoals Arabisch of Russisch.
De Whois-service van .name is te vinden op whois.nic.name. Domeinnamen kunnen worden geregistreerd bij registrators die door ICANN geaccrediteerd zijn.
Eind september 2007 beschuldigden veiligheidsexperts ’Global Name Registry Ltd. ervan hackers te beschermen door 2 dollar te vragen voor elke Whois-lookup, wat het lokaliseren en isoleren van malwareverspreidende machines, zombiecomputers en botnets bemoeilijkte. Het register kan door legitieme gebruikers echter onbeperkt gratis doorzocht worden via het uitgebreide whois-programma.